# 三辛基硒化膦
三辛基硒化膦是一种有机磷化合物，化学式为SeP(C8H17)3，常简写为TOPSe。它可用于硒化镉等硒化物的合成。
它可由三辛基膦和硒的反应来制备：
P(C
8H
17)
3  +  Se   →   SeP(C
8H
17)
3
通常反应产物会不进行分离，直接用于后续反应。